# Col·legi d'Espanya a París
El Col·legi d'Espanya a París és una institució depenent de la Secretaria General d'Universitats del Ministeri de Ciència, Innovació i Universitats d'Espanya.
Està situat en el recinte de la Ciutat Universitària Internacional, situada en el Districte XIV de París (França), enfront del parc Montsouris, i realitza les funcions de difusió de la ciència, l'art i la cultura espanyols i de fomentar les relacions d'intercanvi internacional. Així mateix és residència d'estudiants, artistes i investigadors.
Va ser una prolongació en l'exterior de la labor de la Junta per a l'Ampliació d'Estudis i de la Residencia de Estudiantes de Madrid. L'arquitecte de l'edifici va ser Modesto López Otero, que li va imprimir un disseny de cert nacionalisme, inspirat en el Monestir d'El Escorial i al Palau de Monterrey de Salamanca. L'edifici va obrir les portes a l'abril de 1935.

## Història i construcció
El Col·legi d'Espanya es troba dins del complex de la Cité universitaire de París, creada després de la Primera Guerra Mundial com a punt de trobada d'estudiants internacionals a París. Aquesta iniciativa serà molt del gust del govern espanyol de l'època. El propi rei Alfons XIII, juntament amb altres personatges importants com el Duc d'Alba, i José María Quiñones de León, ambaixador d'Espanya a París s'interessaran pel projecte. Les obres comencen en 1929, segons el projecte historicista de Modesto López Otero.
La proclamació de la Segona República Espanyola va retardar les obres del Col·legi, que es van veure reimpulsades pel nou ambaixador, Salvador de Madariaga. Finalment, després de diversos avatars, va ser inaugurat el 10 d'abril de 1935, en una cerimònia a la qual va assistir el President de la República Francesa, Albert Lebrun, l'ambaixador d'Espanya a París, Juan Francisco de Cárdenas i personalitats com José Ortega y Gasset i Miguel de Unamuno (que era rector de la Universitat de Salamanca).
El Col·legi va funcionar ininterrompudament, acollint a diversos intel·lectuals exiliats després de la Guerra Civil, com Pío Baroja, Severo Ochoa o Xavier Zubiri. Va ser clausurat (encara que no ocupat, com sí ho van ser els col·legis d'altres països), com tota la Cité universitaire, durant l'ocupació alemanya de París i reobert en 1945.
Després dels fets de Maig del 68 i la seva ocupació per estudiants, el Col·legi és tancat pel govern franquista, qui es nega a reobrir-ho, malgrat els requeriments dels estudiants i del propi rector de la Universitat de París.
Els anys tancats i un incendi deterioren les instal·lacions. Ja en la democràcia, el ministre José María Maravall reprèn el projecte de reobertura, començant les obres de restauració en 1985. Ell mateix, juntament amb els Reis d'Espanya i el President de la República Francesa (llavors François Mitterand) presidirà la reobertura del Col·legi el 17 de juny de 1987. Des de llavors ha desenvolupat ininterrompudament la seva labor, fins avui. Li va ser concedida en 1995 la Placa d'Honor de la Orde d'Alfons X el Savi.

## L'edifici
L'edifici que l'acull té un marcat estil historicista (com la major part dels altres col·legis de la Cité). Segueix unes línies molt pures, que recorden a les seguides per Juan de Herrera al Monestir d'El Escorial o per Rodrigo Gil de Hontañón pel Palau de Monterrey de Salamanca. Té planta en forma d'H, amb quatre torres en els extrems, rematades amb quatre faixons faixats, molt similars als de l'edifici de l'Arxiu d'Índies de Sevilla. La façana principal està recorreguda pels dotze escuts de dotze universitats espanyoles clàssiques.

## Directors
(per ordre cronològic)
- Ángel Establier Costa (1934-1949)
- José Antonio Maravall y Casesnoves (1949-1954)
- Joaquín Pérez Villanueva (1957-1968)
- Carmina Virgili i Rodón (1987-1996)
- Lluís Racionero i Grau (1996-2001)
- José Varela Ortega (2002-2005)
- Francisco Javier de Lucas Martín (2005-2012)
- Juan Ojeda Sanz (2012-)